# 米哈伊利夫卡河 (斯盧奇河支流)
米哈伊利夫卡河（烏克蘭語：Михайлівка）是位於烏克蘭西北部羅夫諾州的河流，並屬於斯盧奇河的左支流。該河始於圖托維奇以東4公里，終於斯特里利西克以北，河道全長23公里，流域面積128平方公里。